# Bolvadin
Bolvadin este un oraș din Turcia.